# Chulo (distrikt)
Chulo (georgiska: ხულოს მუნიციპალიტეტი, Chulos munitsipaliteti) är ett distrikt i Georgien. Det ligger i den autonoma republiken Adzjarien, i den västra delen av landet. Administrativ huvudort är Chulo. Distriktet beräknades ha 26 800 invånare den 1 januari 2022.